# Soimî, Boureni
Șoimu numit și Ocna Apei (în ucraineană Сойми) este o comună în raionul Boureni, regiunea Transcarpatia, Ucraina, formată numai din satul de reședință.

## Demografie
Componența lingvistică a comunei Soimî
     Ucraineană (99,44%)
     Alte limbi (0,56%)
Conform recensământului din 2001, majoritatea populației comunei Soimî era vorbitoare de ucraineană (99,44%), existând în minoritate și vorbitori de alte limbi.